# 대구시민운동장
| 대구시민운동장 |

대구시민운동장(大邱市民運動場, Daegu Civic Stadium)은 대한민국 대구광역시에 있었던 스포츠 시설이다. 천연잔디 필드와 우레탄 트랙이 갖춰져 있는 다목적 경기장이었다.
축구와 육상 경기를 할 수 있는 다목적 경기장인 주경기장과 야구장이 주요 시설이며, 주경기장은 대구스타디움에서 대형 국제 경기 등을 치를 때를 대비하여 대구 FC의 제2홈구장으로 이용됐다. 그 외에는 실내빙상장, 테니스장, 씨름장 등을 갖추고 있었으며 육상, 축구, 하키, 럭비, 핸드볼, 테니스, 야구, 수영, 사격, 사이클, 승마 등 경기 개최에 필요한 부대시설을 갖추고 있다. 대구광역시체육시설관리사무소가 관리, 운영했었다. 원래는 대구시민운동장이 주경기장, 야구장, 실내빙상장, 테니스장, 씨름장 등을 통칭하는 용어이지만, 대구시민운동장은 일반적으로 주경기장을 지칭하고 나머지는 야구장, 실내빙상장 등으로 구분해서 부르기도 했다.

## 역사
대구시민운동장 주경기장은 1988년 하계 올림픽 축구 경기를 개최했으며, 1987년에는 포항제철 아톰즈의 홈 구장으로 쓰이기도 했고 그 이후 프로축구 경기가 개최되지 않았다가 1990년 5월 12일 일화 VS 포철전을 통해 3년 만에 프로축구 경기가 개최되었으나 그 뒤에 또다시 프로축구 경기가 열리지 않았다가 1996년 7월 21일 천안일화 VS 부산대우, 1999년 7월 28일 안양LG VS 천안일화, 2000년 5월 14일 전남 VS 부산, 2000년 5월 17일 포항 VS 부산, 2000년 9월 9일 울산현대 VS 전남(중립)을 통해 프로축구 경기가 개최됐으며 1996-97년 아시안 클럽 챔피언십 동아시아 8강전 경기가 이 곳에서 개최됐다.
이후에는 대구 FC의 제2홈구장으로 이용됐는데, 대구스타디움이 2003년 하계 유니버시아드의 주 경기장으로 사용되자 2003년 후반기에는 대구 FC의 홈 경기장으로 사용되었다. 대구스타디움이 2011년 세계 육상 선수권 대회의 개최를 앞두고 몬도트랙 설치 등을 포함한 보수 공사에 들어가게 되어 2010 시즌~2011 시즌까지 홈 경기장으로 사용되었다. 하지만 조명시설 등의 노후화가 자주 지적되었다.
2014년에 대구 FC의 대표이사 겸 단장으로 취임한 조광래가 주경기장을 축구전용구장으로 리모델링할 것을 제안했고, 이 제안이 대구광역시청에서 승인되면서 종합운동장의 기능을 대구스타디움으로 이관하게 됐다. 2017년부터 2019년까지 리모델링 공사가 진행됨에 따라 철거됐으며, 축구전용구장인 DGB대구은행파크로 리모델링되어 2019년 1월 18일에 완공한 후 동년 3월에 재개장했다. 이에 따라 시민운동장은 대구 FC의 제2홈구장에서 메인 홈구장으로 승격됐다.

## 연혁
- 1948년 4월 대구운동장 건립[18](현재와 같은 스탠드 비롯 건물형의 경기장이 아니고 학교 운동장형 경기장으로 추정)[19]
- 1962년 3월 대구종합경기장 확충 보수 공사 시작(본부석 건물 및 스탠드 등 건물형 운동장으로 변모)[20]
- 1962년 10월 22일 준공, 대구종합경기장으로 개칭[21]
- 1962년 10월 24일 제43회 전국체육대회 개최
- 1967년 수영장 증설
- 1975년 전면 개보수 공사 실시[22]
- 1975년 10월 1일 주경기장(축구장) 1종 경기장 공인
- 1975년 10월 7일 제56회 전국체육대회 개최
- 1976년 1월 1일 대구시민운동장으로 개칭
- 1978년 보조경기장 준공
- 1981년 테니스장 준공
- 1981년 제11회 대통령배 국제축구대회 예선
- 1981년 주경기장 전천후 포장
- 1992년 9월 25일 시민체육관 건립
- 1995년 1월 27일 실내빙상장 건립
- 1996년 씨름장 건립
- 2002년 6월 야구장 인조잔디, 전광판, 관람석 개체
- 2017년 리모델링 공사 시작과 함께 철거. 주경기장 자리에 DGB대구은행파크 건설

## 기록

### 1978년 박대통령컵 쟁탈 국제축구대회
| 날짜            | 팀 1                      | 스코어 | 팀 2              | 라운드 |
| --------------- | ------------------------- | ------ | ----------------- | ------ |
| 1978년 9월 11일 | 파스 테헤란 FC            | 2 - 1  | 뉴질랜드          | B조    |
| 1978년 9월 11일 | 아인트라흐트 프랑크푸르트 | 1 - 1  | FAR 라바트        | B조    |
| 1978년 9월 13일 | 말레이시아                | 0 - 2  | 워싱턴 디플로매츠 | A조    |
| 1978년 9월 13일 | 대한민국 화랑             | 3 - 1  | 바레인            | A조    |

### 1979년 대통령배 국제축구대회
| 날짜            | 팀 1          | 스코어 | 팀 2     | 라운드 |
| --------------- | ------------- | ------ | -------- | ------ |
| 1979년 9월 12일 | 수단          | 0 - 1  | 바레인   | A조    |
| 1979년 9월 12일 | 대한민국 화랑 | 6 - 0  | 스리랑카 | A조    |

### 1981년 대통령배 국제축구대회
| 날짜            | 팀 1          | 스코어 | 팀 2             | 라운드 |
| --------------- | ------------- | ------ | ---------------- | ------ |
| 1981년 6월 18일 | 몰타          | 1 - 0  | 인도네시아       | B조    |
| 1981년 6월 18일 | 태국          | 0 - 1  | 비토리아 FC      | B조    |
| 1981년 6월 18일 | 다누비오 FC   | 1 - 0  | 리히텐슈타인     | B조    |
| 1981년 6월 19일 | LB 샤토루     | 1 - 3  | 1. FC 자르브뤼켄 | A조    |
| 1981년 6월 19일 | 일본          | 2 - 0  | 말레이시아       | A조    |
| 1981년 6월 19일 | 대한민국 화랑 | 1 - 1  | 라싱 코르도바    | A조    |

### 1982년 대통령배 국제축구대회
| 날짜           | 팀 1           | 스코어 | 팀 2              | 라운드 |
| -------------- | -------------- | ------ | ----------------- | ------ |
| 1982년 6월 7일 | 대한민국 화랑  | 3 - 0  | 인도네시아 올스타 | A조    |
| 1982년 6월 7일 | PSV 에인트호번 | 8 - 1  | 바레인            | A조    |
| 1982년 6월 8일 | 오페라리우 FC  | 1 - 0  | 태국              | B조    |
| 1982년 6월 8일 | 대한민국 화랑  | 1 - 0  | 말레이시아        | B조    |

### 1983년 대통령배 국제축구대회
| 날짜           | 팀 1               | 스코어 | 팀 2 | 라운드 |
| -------------- | ------------------ | ------ | ---- | ------ |
| 1983년 6월 9일 | 뉴질랜드           | 1 - 1  | 수단 | B조    |
| 1983년 6월 9일 | 유공 코끼리 축구단 | 1 - 3  | 가나 | B조    |

### 1984년 대통령배 국제축구대회
| 날짜           | 팀 1                | 스코어 | 팀 2    | 라운드 |
| -------------- | ------------------- | ------ | ------- | ------ |
| 1984년 6월 2일 | 세르클러 브뤼허 KSV | 1 - 1  | 태국    | B조    |
| 1984년 6월 2일 | 할렐루야 축구단     | 0 - 0  | 방구 AC | B조    |

### 1985년 대통령배 국제축구대회

#### 2라운드
| 날짜            | 팀 1                   | 스코어 | 팀 2            | 라운드 |
| --------------- | ---------------------- | ------ | --------------- | ------ |
| 1985년 6월 10일 | 대한민국 월드컵 대표팀 | 2 - 1  | 센트랄 에스파뇰 | A조    |
| 1985년 6월 10일 | 방구 AC                | 3 - 0  | 바레인          | A조    |
| 1985년 6월 11일 | CA 우라칸              | 2 - 5  | 이라크          | B조    |
| 1985년 6월 11일 | 대한민국 88 올림픽팀   | 1 - 0  | 캐나다          | B조    |

### 1986년 아시안 게임 축구
| 날짜            | 팀 1         | 스코어 | 팀 2     | 라운드 |
| --------------- | ------------ | ------ | -------- | ------ |
| 1986년 9월 21일 | 이라크       | 4 - 0  | 오만     | A조    |
| 1986년 9월 21일 | 아랍에미리트 | 1 - 0  | 파키스탄 | A조    |
| 1986년 9월 23일 | 아랍에미리트 | 2 - 1  | 태국     | A조    |
| 1986년 9월 23일 | 파키스탄     | 1 - 5  | 이라크   | A조    |
| 1986년 9월 25일 | 태국         | 0 - 0  | 오만     | A조    |
| 1986년 9월 25일 | 아랍에미리트 | 2 - 1  | 이라크   | A조    |
| 1986년 9월 27일 | 오만         | 3 - 1  | 파키스탄 | A조    |
| 1986년 9월 27일 | 태국         | 1 - 2  | 이라크   | A조    |
| 1986년 9월 29일 | 아랍에미리트 | 2 - 1  | 오만     | A조    |
| 1986년 9월 29일 | 태국         | 6 - 0  | 파키스탄 | A조    |

### 1987년 대통령배 국제축구대회
| 날짜            | 팀 1              | 스코어 | 팀 2           | 라운드 |
| --------------- | ----------------- | ------ | -------------- | ------ |
| 1987년 6월 13일 | 섐록 로버스 FC    | 0 - 1  | 오스트레일리아 | B조    |
| 1987년 6월 13일 | 포르튀나 시타르트 | 3 - 2  | 모로코         | B조    |
| 1987년 6월 13일 | 대한민국 B팀      | 0 - 0  | 칠레 B팀       | B조    |

### 1988년 대통령배 국제축구대회
| 날짜            | 팀 1              | 스코어 | 팀 2               | 라운드 |
| --------------- | ----------------- | ------ | ------------------ | ------ |
| 1988년 6월 18일 | 체코슬로바키아    | 2 - 0  | 튀르키예           | B조    |
| 1988년 6월 18일 | 스포르팅 크리스탈 | 2 - 4  | FK 벨레주 모스타르 | B조    |

### 1988년 하계 올림픽 축구
| 날짜            | 팀 1   | 스코어 | 팀 2           | 라운드 |
| --------------- | ------ | ------ | -------------- | ------ |
| 1988년 9월 17일 | 스웨덴 | 2 - 2  | 튀니지         | A조    |
| 1988년 9월 18일 | 미국   | 1 - 1  | 아르헨티나     | C조    |
| 1988년 9월 19일 | 스웨덴 | 2 - 0  | 중화인민공화국 | A조    |
| 1988년 9월 20일 | 소련   | 2 - 1  | 아르헨티나     | C조    |
| 1988년 9월 21일 | 스웨덴 | 2 - 1  | 서독           | A조    |
| 1988년 9월 22일 | 소련   | 4 - 2  | 미국           | C조    |
| 1988년 9월 25일 | 스웨덴 | 1 - 2  | 이탈리아       | 8강    |

### 1989년 대통령배 국제축구대회
| 날짜            | 팀 1           | 스코어 | 팀 2                    | 라운드 |
| --------------- | -------------- | ------ | ----------------------- | ------ |
| 1989년 6월 22일 | 체코슬로바키아 | 1 - 0  | 클루브 나시오날 데 풋볼 | B조    |
| 1989년 6월 22일 | 대한민국 화랑  | 2 - 1  | 브뢴뷔 IF               | B조    |

### 1991년 대통령배 국제축구대회
| 날짜            | 팀 1               | 스코어 | 팀 2          | 라운드 |
| --------------- | ------------------ | ------ | ------------- | ------ |
| 1991년 6월 10일 | 오스트레일리아     | 4 - 2  | 미국          | B조    |
| 1991년 6월 10일 | 소련 올림픽 대표팀 | 1 - 0  | 대한민국 백호 | B조    |

## 사진

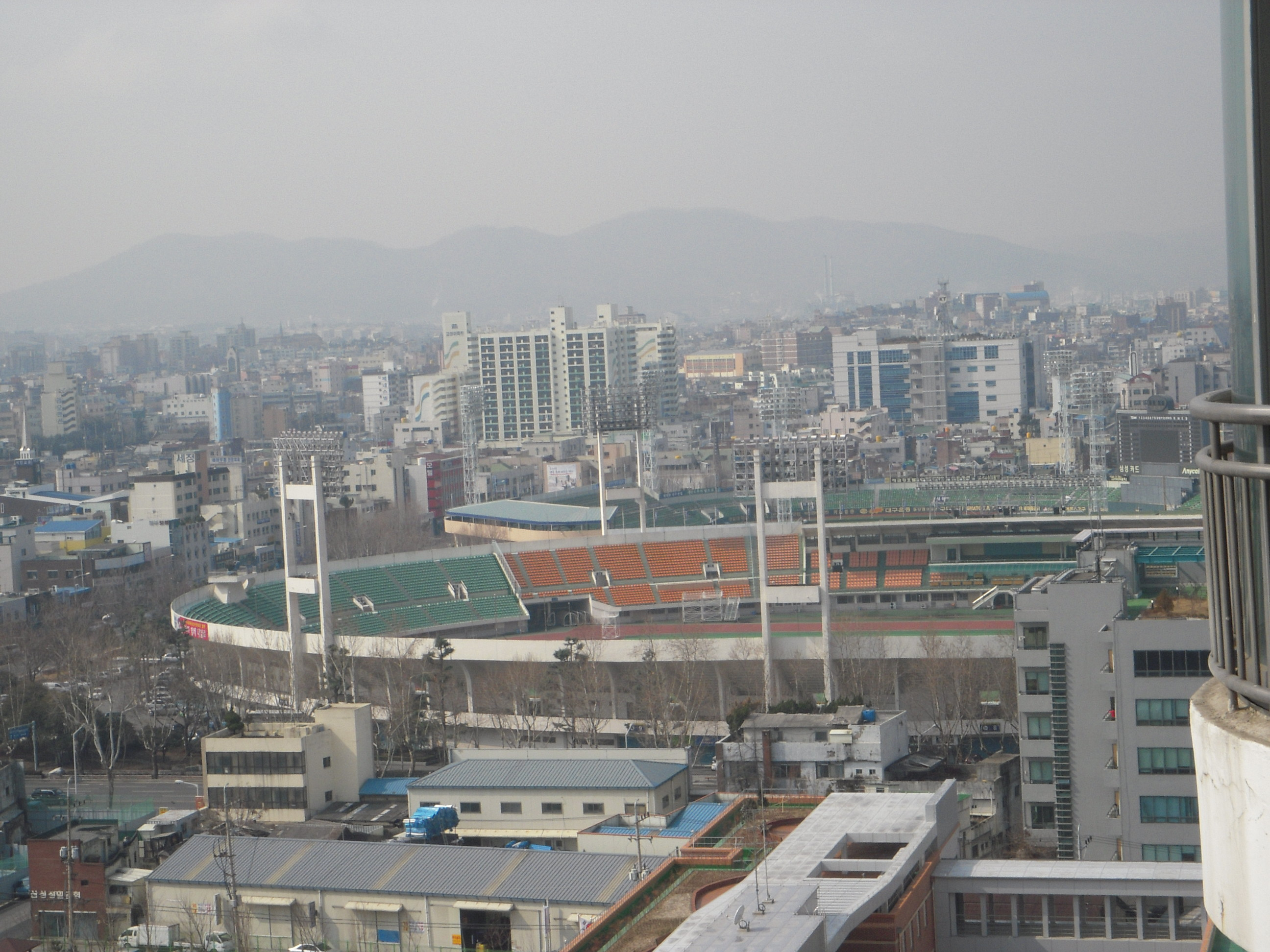
주경기장 외관
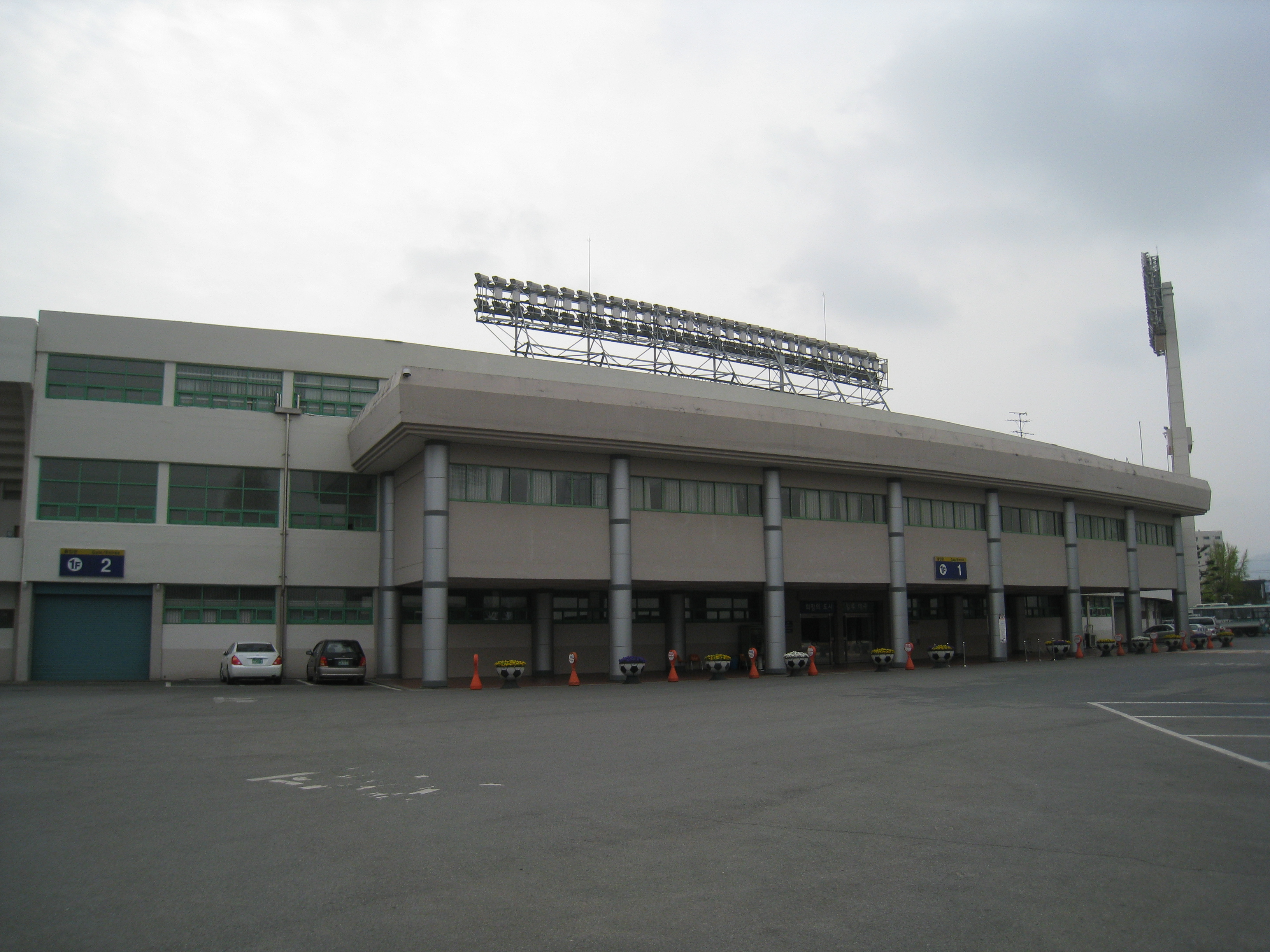
주경기장 외관
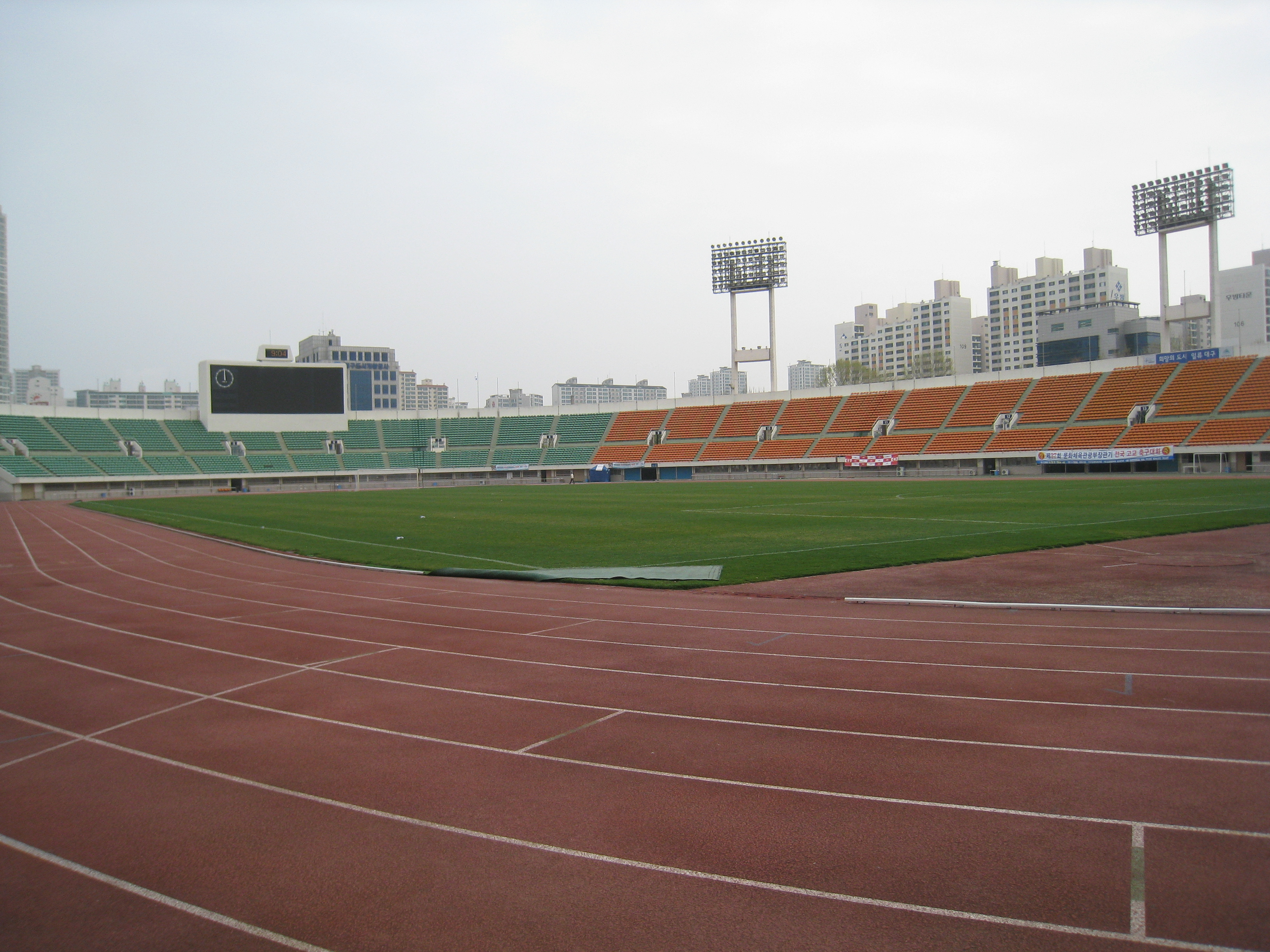
주경기장 내부

## 참고 문헌
- 〈대구시민운동장〉. 《한국민죽문화대백과사전》. 한국학중앙연구원.
- 《대구시민운동장》. 두피디아.
- 이태신 (2000). 〈대구시민운동장〉. 《체육학대사전》. 민중서관.
- “대구시민운동장”. 대구광역시청.
- 《전국 공공체육 시설 현황 (2015년말 기준)》. 대한민국 문화체육관광부. 2016.
- 이솔희 (2006년 6월 15일). “K-리그 꿈의 구장 제9탄 대구시민운동장 ①”. 한국프로축구연맹.
- 이솔희 (2006년 6월 19일). “K-리그 꿈의 구장 제9탄 대구시민운동장 ②”. 한국프로축구연맹.

## 같이 보기
- 대구복합스포츠타운
- 대구iM뱅크파크
- 대구시민운동장 야구장